# Національний парк Гашака Гумті
Національний парк Гашака-Гумті (GGNP) — національний парк у Нігерії. Він був офіційно заснований на базі двох заповідників у 1991 році та є найбільшим національним парком Нігерії. Він розташований у східних провінціях Тараба і Адамава уздовж кордону з Камеруном. Загальна площа охоплює близько 6402 км2, більша частина північної частини парку — це савана, тоді як південний сектор парку має лісисту місцевість, яка характеризується дуже гористими крутими схилами, а також глибокими долинами та ущелинами, і є домом для багатьох тварин. Висота коливається від приблизно 457 метрів до 2419 метрів на Chappal Waddi, найвищій горі Нігерії, що знаходиться в південній частині парку. Це важливий водозбірний басейн для річки Бенуе. Рясний стік річок присутній навіть під час помітно сухого сезону. У межах парку існують анклави місцевих скотарів Фулані, яким дозволяють займатися землеробством і випасати худобу.

## Фауна
Фауна національного парку дуже різноманітна. Дослідження виявили 103 види ссавців. Місцеві види включають жовтоспинного дуїкера, африканського золотого кота (Profelis aurata), африканського буйвола, найбільшу в Нігерії популяцію шимпанзе (Pan troglodytes). У національному парку також мешкають африканський слон (Loxodonta africana), кліпспрінгер (Oreotragus oreotragus), західноафриканський дикий собака (Lycaon pictus manguensis), конгоні (Alcelaphus buselaphus), найбільша у світі антилопа гігантська канна (Taurotragus Derbianus), чала антилопа (Hippotragus equinus), коб звичайний (Kobus kob), орібі (Ourebia ourebi) і рідкісний гірський редунка Адамава (Redunca fulvorufula), гігантський лісовий кабан (Hylochoreus meinertzageni). У парку також можна зустріти таких хижих тварин, як лев (Panthera Leo) і леопард (Panthera Pardus).
Парк офіційно позначений як одна з «Важливих орнітологічних територій» в Африці, тут знайдено понад 500 видів, а любителі спостереження за птахами постійно додають нові види до списку. Гвінейський нерозлучник зустрічається лише тут і в Національному парку та біосферному заповіднику Бамінгі-Бангоран у Центральноафриканській Республіці.

## Конфлікти
Національний парк Гашака Гумті зіткнувся зі значними проблемами та конфліктами, зокрема через незаконну вирубку лісу. Ці конфлікти призвели до загибелі рейнджерів парку та становили серйозну загрозу зусиллям зі збереження в регіоні.
Згідно зі звітом за 2019 рік, нелегальні лісоруби відповідальні за смерть щонайменше дев'яти рейнджерів, а кілька інших отримали поранення за останні кілька років. Ці трагічні випадки безпосередньо пов'язані з діяльністю лісорубів і небезпекою навколо парку.